# Le Coup de vent
Le Coup de vent est un tableau réalisé par le peintre français Gustave Courbet vers 1865. Cette huile sur toile est un paysage qui représente une forêt de chênes balayée par une rafale de vent pendant une tempête, probablement la forêt de Fontainebleau. Achetée en 2002 grâcée à un don de Caroline Wiess Law, l'œuvre est conservée au musée des Beaux-Arts de Houston, à Houston, au Texas, dans le Sud des États-Unis.